# Тюнккюнен, Орас
Топи Орас Калеви Тюнккюнен (фин. Topi Oras Kalevi Tynkkynen; род. 25 сентября 1977, Йювяскюля) — финский политический деятель. Заместитель председателя партии «Зелёный союз» с 10 июня 2023 года. Депутат эдускунты с 2023 года и в 2004—2015 годах, член городского совета города Тампере. Открытый гей.

## Биография
Родился 22 сентября 1977 года в Йювяскюля, в Финляндии. С 14 лет активно занимается вопросами экологии.
Обучался в университете Тампере на факультете журналистики и массовых коммуникаций. Автор многочисленных публикаций в финской прессе и новостных репортажей на радио YLE.
В 2004 году стал депутатом эдускунты, заменив Сату Хасси, избранную депутатом Европарламента. Переизбран в эдускунту на выборах 2007 года. Не баллотировался на выборах 2015 года. Баллотировался на выборах 2019 года, но не был избран. По результатам выборов 2023 года снова избран в эдускунту.
10 июня 2023 года на партийном съезде в Сейняйоки избран заместителем председателя партии вместе с Сильей Керянен и Беллой Форсгрен.
В свободное время увлекается спортом, чтением, электронной музыкой и путешествиями.

### ЛГБТ-движение
Стал первым открытым геем в парламенте Финляндии, вслед за которым о своей гомосексуальности объявили парламентарии Яни Тойвола и Сильвия Модиг.
18 сентября 2013 года на юбилейном заседании парламента в присутствии российской делегации выступил в радужном галстуке, обозначив таким образом свой протест против принятия Россией законодательного акта, запрещающего пропаганду гомосексуализма.
В феврале 2014 года в ходе дебатов в парламенте страны отстаивал позицию о легализации однополых браков.